# Mionší
Mionší je národní přírodní rezervace v okrese Frýdek-Místek, chránící rozsáhlý prales jehličnatých i listnatých stromů. Rozloha rezervace je 169,7 hektarů, čímž se Mionší řadí mezi největší pralesy v České republice.

## Poloha
Rozkládá se v chráněné krajinné oblasti Beskydy asi kilometr východně od obce Horní Lomná. Nadmořská výška rezervace je 720 až 950 metrů – nejvyšším bodem je vrch Úplaz. Kromě toho na území pralesa leží vrchol Menší vrch s lokalitou Mionší. Severní a západní okraj rezervace ve vzdálenosti asi 0,5 až 1 km obtéká říčka Lomná. Do rezervace samotné je vstup zakázán, přístup k ní je pomocí naučné stezky zřízené roku 2005 která má začátek severně od pralesa na břehu Lomné.

## Lesní porost
Prales je tvořen zejména jedlemi (Abies alba) a buky (Fagus sylvatica) s příměsemi javoru klenu (Acer pseudoplatanus) a smrku (Picea abies). Z dalších dřevin je zastoupen např. jasan ztepilý (Fraxinus excelsior), javor mléč (Acer platanoides), jilm horský (Ulmus glabra) a třešeň ptačí (Prunus avium), z keřů pak bez červený (Sambucus racemosa), zimolez černý (Lonicera nigra) a další. V porostu se uchovalo několik menších lesních luk a pastvin – polan; prales tak tvoří biotop, v němž žije mnoho živočichů a rostlin.

## Flóra
Z rostlin se zde vyskytují např. hlavinka horská (Traunsteinera globosa), hořec tolitový (Gentiana asclepiadea), krtičník žláznatý (Scrophularia scopolii), kyčelnice cibulkonosná (Dentaria bulbifera), kyčelnice devítilistá (Dentaria enneaphyllos), kyčelnice žláznatá (Dentaria glandulosa), lilie zlatohlavá (Lilium martagon), mečík střechovitý (Gladiolus imbricatus), měsíčnice vytrvalá (Lunaria rediviva), netýkavka nedůtklivá (Impatiens noli-tangere), pcháč bělohlavý (Cirsium eriophorum), pětiprstka žežulník (Gymnadenia conopsea), prstnatec bezový (Dactylorhiza sambucina), prstnatec Fuchsův (Dactylorhiza fuchsii), šalvěj lepkavá (Salvia glutinosa), samorostlík klasnatý (Actaea spicata), sněženka podsněžník (Galanthus nivalis), udatna lesní (Aruncus vulgaris), vratička měsíční (Botrychium lunaria) a žindava evropská (Sanicula europaea).

## Houby
Prales Mionší je významný též jako mykologická lokalita, především pokud jde o velmi četný výskyt různých druhů dřevokazných hub, jako jsou troudnatce, třepenitky, hlíva ústřičná (Pleurotus ostreatus), rezavec lesknavý (Inonotus radiatus), dřevomor červený (Hypoxylon fragiforme), anýzovník vonný (Gloeophyllum odoratum), černorosol bukový (Exidia nigricans), václavka smrková (Armillaria ostoyae) a další. V roce 1961 byla v pralese Mionší nalezena dosud největší plodnice lesklokorky ploské (Ganoderma applanatum) o rozměrech 180 × 80 × 60 cm a váze 96 kg. Nález byl uložen jako exponát ve Slezském muzeu v Opavě.

## Fauna
V Mionší bylo zjištěno 62 druhů měkkýšů: 58 druhů suchozemských plžů, 3 druhy sladkovodních plžů a 1 druh mlže.
Z ptáků v pralese příhodné prostředí nacházejí například čáp černý (Ciconia nigra), datel černý (Dryocopus martius), datlík tříprstý (Picoides tridactylus), jeřábek lesní (Tetrastes bonasia), kulíšek nejmenší (Glaucidium passerinum), lejsek malý (Ficedula parva), puštík bělavý (Strix uralensis), strakapoud bělohřbetý (Dendrocopos leucotos), tetřev hlušec (Tetrao urogallus) a žluna šedá (Picus canus).

## Dostupnost
Území pralesa není přístupné veřejnosti. Do prostoru až ke hranici národní přírodní rezervace vede neznačená naučná stezka od infocentra Matyščina louka v Dolní Lomné. Vstup na tuto stezku, který je zpoplatněný, je možný pouze s průvodcem, a to od 1. června do 15. září jen o víkendech vždy v 9.30 a ve 13 hodin.

## Mionší ve fotografii
Prales Mionší se objevuje v dílech předních fotografů, jako jsou: Josef Sudek, Rudolf Janda, Herbert Thiel, Jan Byrtus, Roman Burda, Vladimír Bichler a Petr Helbich. Jako první fotograf ve třicátých letech 20. století objevil kouzlo pralesa Mionší pro veřejnost Rudolf Janda.

### Galerie

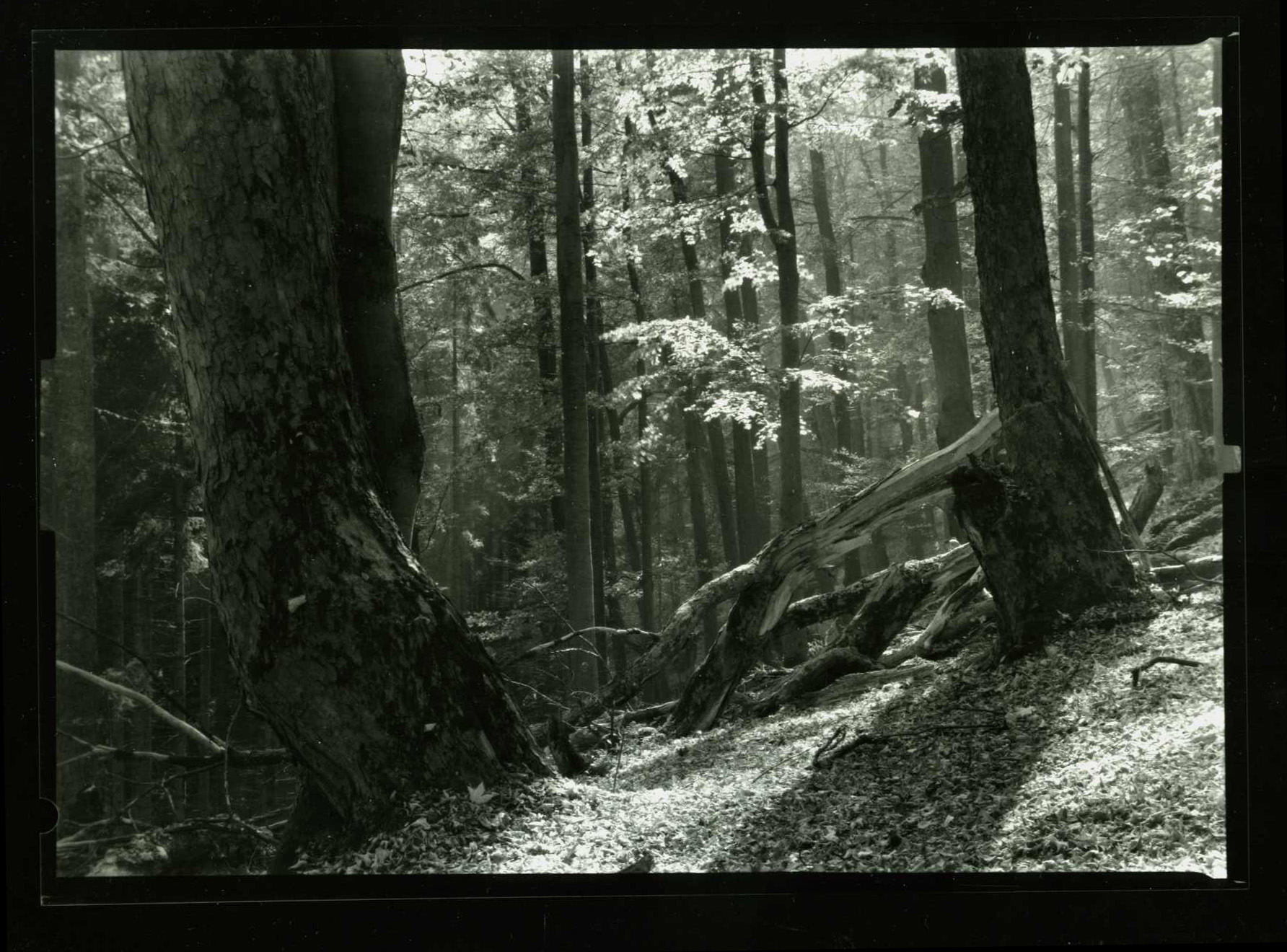
Prales Mionší
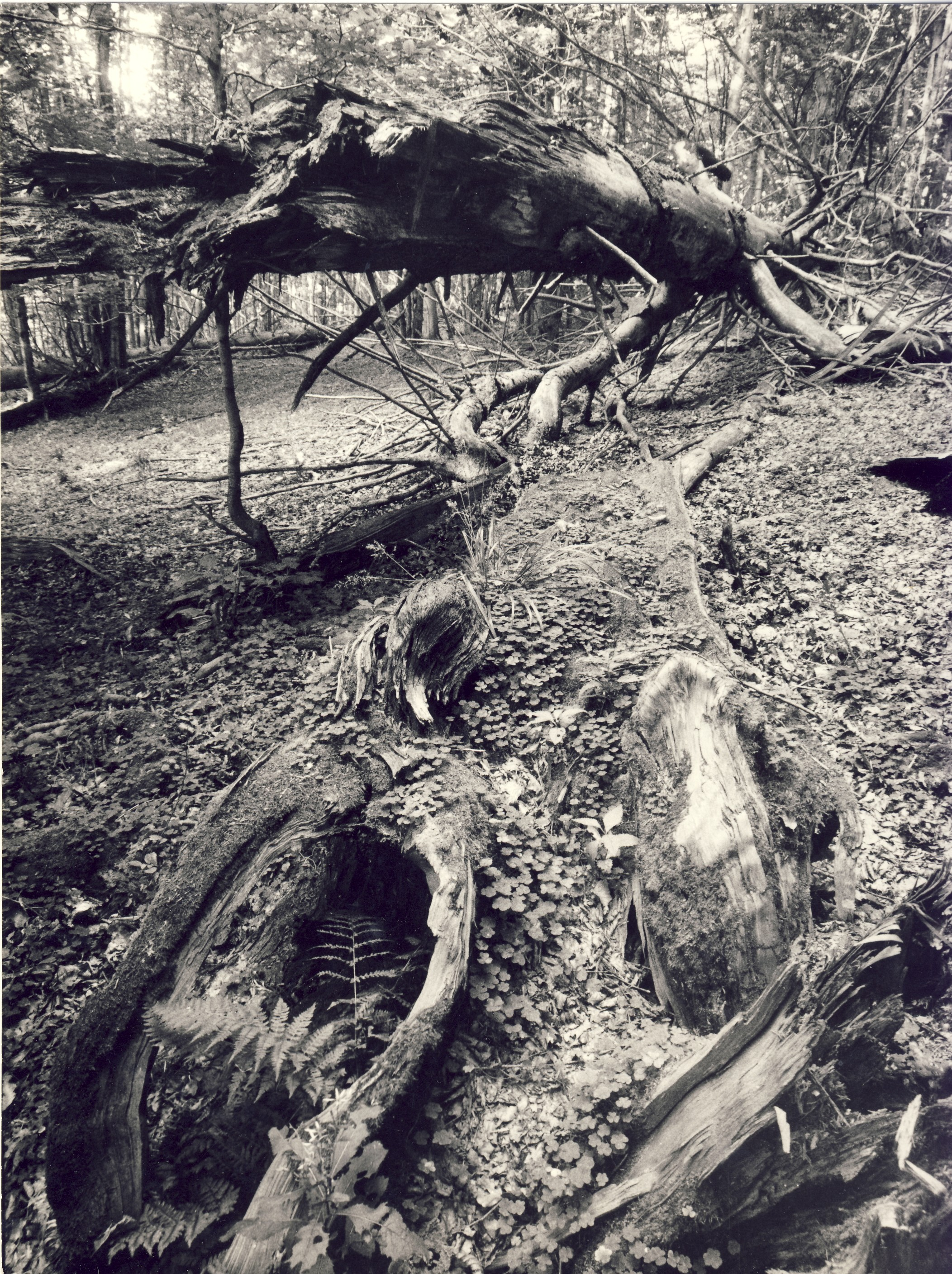
Prales Mionší (1980)